# Głodówka (Żarnówka)
Głodówka – część wsi Żarnówka w Polsce, położona w województwie małopolskim, w powiecie suskim, w gminie Maków Podhalański.
W latach 1975–1998 Głodówka położona była w województwie bielskim.